# 深浦駅
深浦駅（ふかうらえき）は、青森県西津軽郡深浦町大字深浦字苗代沢（なわしろざわ）にある、東日本旅客鉄道（JR東日本）五能線の駅である。
五能線の要衝となる駅である。普通列車は当駅を境に運転系統が分かれる。臨時快速「リゾートしらかみ」の全列車が停車する。2014年（平成26年）3月14日までは、快速「深浦」の起終点だった。

## 歴史

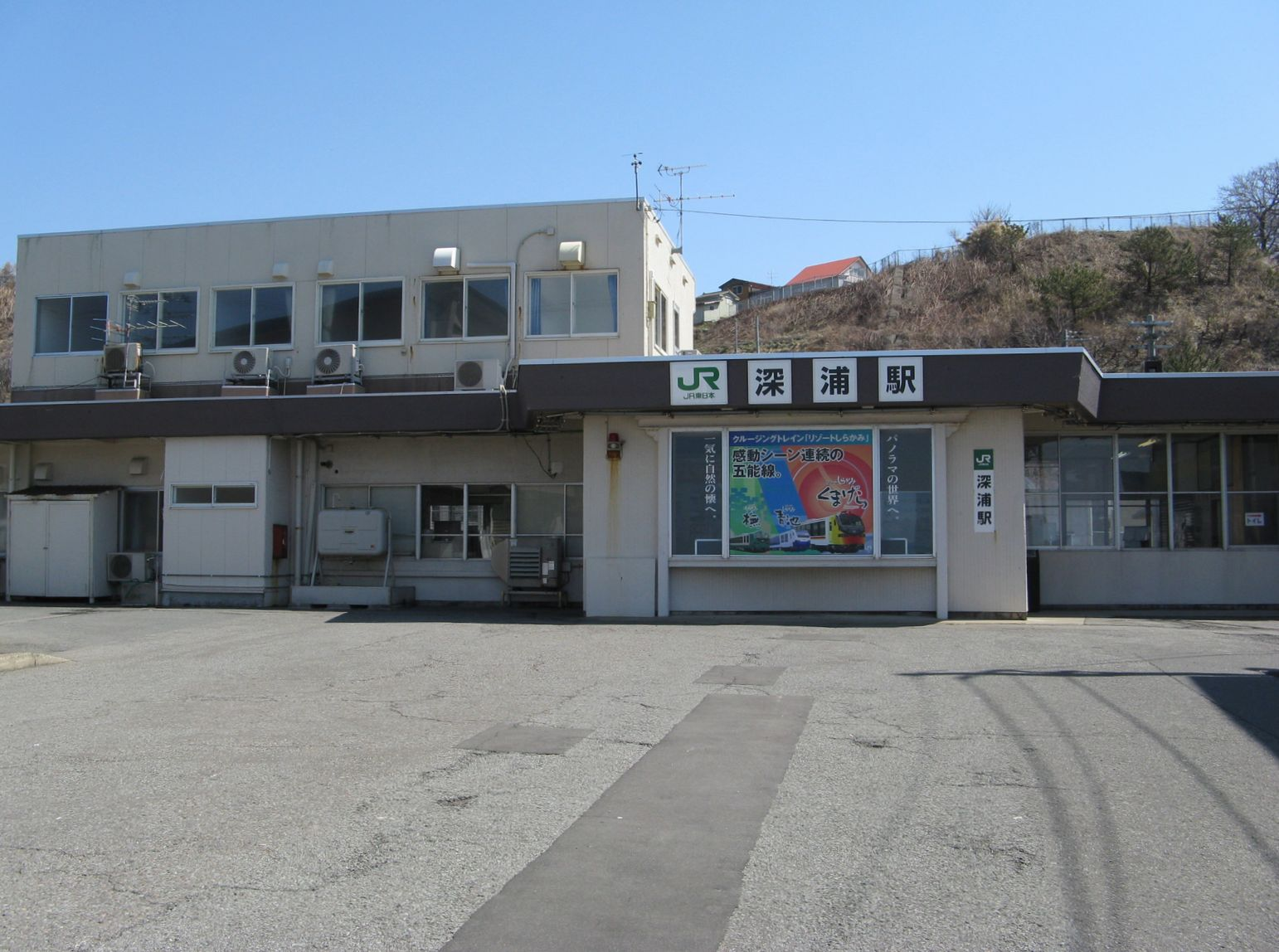
駅舎（2008年4月）

- 1934年（昭和9年）12月13日：開業[2]。
- 1963年（昭和38年）4月1日：午前6時30分ごろ、駅前の製材所から出火[新聞 2]。当時、強風が吹いていたため、駅舎ほか駅関連施設8戸に類焼し、全焼する[4][新聞 2]。
- 1964年（昭和39年）3月：駅舎が再建・完成[4]。
- 1980年（昭和55年）9月20日：貨物の扱いを廃止、旅客駅となる[2]。
- 1984年（昭和59年）2月1日：荷物の扱いを廃止[2]。
- 1987年（昭和62年）4月1日：国鉄の分割民営化により、東日本旅客鉄道（JR東日本）の駅となる[2]。
- 2007年（平成19年）4月1日：国内旅行の取り扱いを廃止。
- 200X年：ホーム上にエアコン付き待合室を設置。
- 2010年（平成22年）4月1日：大間越駅 - 風合瀬駅間各駅管理権限を五所川原駅に移管、自駅のみの管理となる。
- 2019年（平成31年）4月1日：業務委託化。深浦駅長が廃止され、五所川原駅長管理下となる。
- 2020年（令和2年）2月12日：自動券売機の使用を終了。
- 2024年（令和6年）
  - 3月15日：みどりの窓口の営業を終了[5][3]。
  - 3月16日：終日無人化[3][新聞 1][新聞 3]。
  - 10月1日：えきねっとQチケのサービスを開始[1][報道 1]。

## 駅構造
島式ホーム1面2線を有する地上駅である。

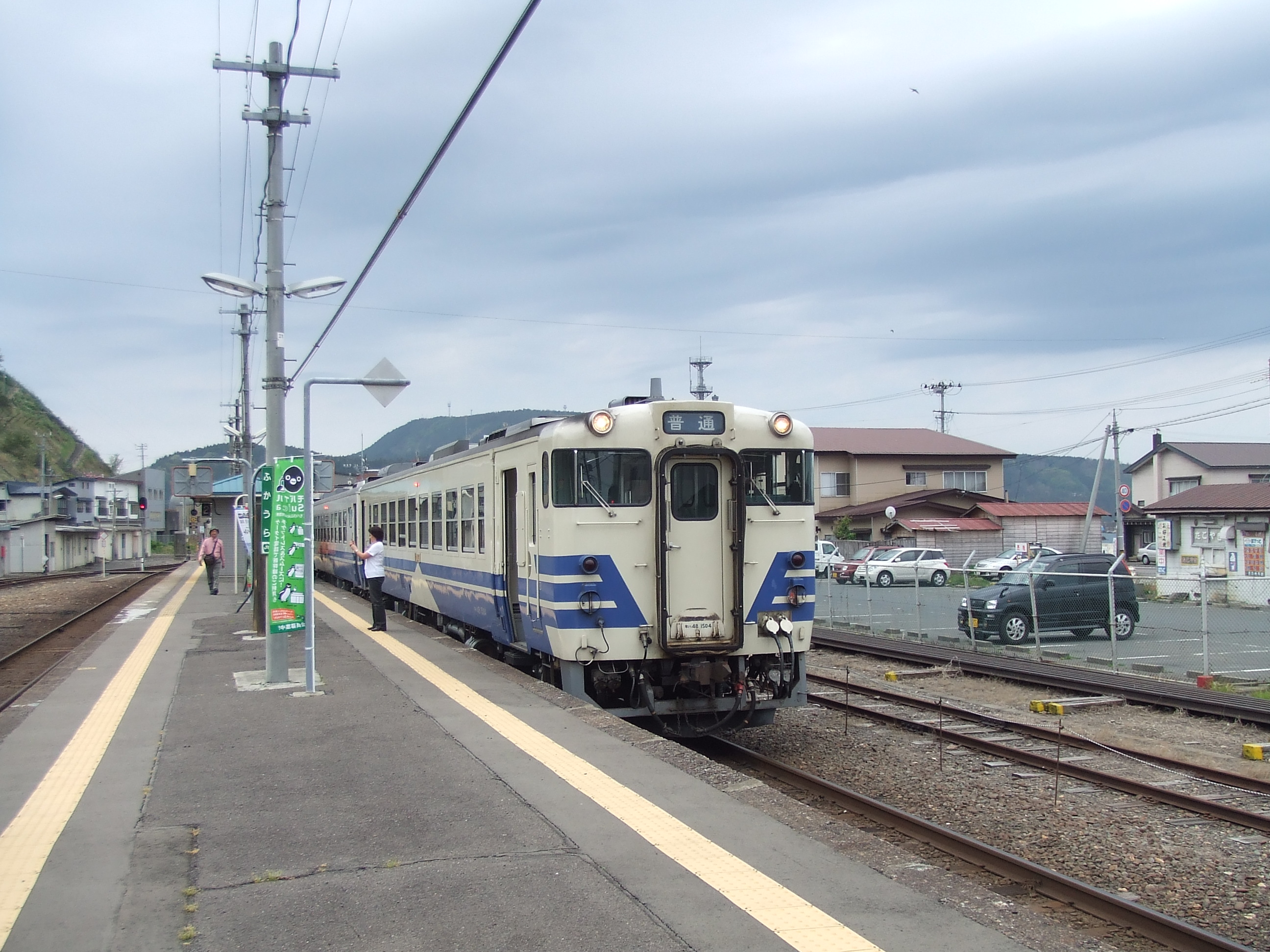
駅構内（2008年5月）

弘前統括センター（五所川原駅）管理の無人駅である。無人化される前までは、JR東日本東北総合サービスが駅業務を受託する業務委託駅で、みどりの窓口が設置されていた。駅舎の一部は乗務員宿泊所として使用されている。
キヨスク跡に深浦町観光協会観光案内所がある。駅構内には転車台があったが、2005年（平成17年）ごろに砂利が敷き詰められて使用できなくなった。

### のりば
| 番線 | 路線    | 方向 | 行先             |
| ---- | ------- | ---- | ---------------- |
| 1    | ■五能線 | 下り | 鰺ケ沢・弘前方面 |
| 2    | ■五能線 | 上り | 岩館・東能代方面 |

- 夜間滞泊が1本設定されている。

## 利用状況
JR東日本によると、2000年度（平成12年度）- 2022年度（令和4年度）の1日平均乗車人員の推移は以下のとおりであった。
| 1日平均乗車人員推移 | 1日平均乗車人員推移 | 1日平均乗車人員推移 | 1日平均乗車人員推移 | 1日平均乗車人員推移 |
| 年度                | 定期外              | 定期                | 合計                | 出典                |
| ------------------- | ------------------- | ------------------- | ------------------- | ------------------- |
| 2000年（平成12年）  |                     |                     | 150                 | [ 利用客数 1 ]      |
| 2001年（平成13年）  |                     |                     | 157                 | [ 利用客数 2 ]      |
| 2002年（平成14年）  |                     |                     | 146                 | [ 利用客数 3 ]      |
| 2003年（平成15年）  |                     |                     | 167                 | [ 利用客数 4 ]      |
| 2004年（平成16年）  |                     |                     | 149                 | [ 利用客数 5 ]      |
| 2005年（平成17年）  |                     |                     | 151                 | [ 利用客数 6 ]      |
| 2006年（平成18年）  |                     |                     | 164                 | [ 利用客数 7 ]      |
| 2007年（平成19年）  |                     |                     | 174                 | [ 利用客数 8 ]      |
| 2008年（平成20年）  |                     |                     | 174                 | [ 利用客数 9 ]      |
| 2009年（平成21年）  |                     |                     | 203                 | [ 利用客数 10 ]     |
| 2010年（平成22年）  |                     |                     | 197                 | [ 利用客数 11 ]     |
| 2011年（平成23年）  |                     |                     | 87                  | [ 利用客数 12 ]     |
| 2012年（平成24年）  | 65                  | 30                  | 96                  | [ 利用客数 13 ]     |
| 2013年（平成25年）  | 66                  | 28                  | 94                  | [ 利用客数 14 ]     |
| 2014年（平成26年）  | 63                  | 21                  | 85                  | [ 利用客数 15 ]     |
| 2015年（平成27年）  | 50                  | 17                  | 67                  | [ 利用客数 16 ]     |
| 2016年（平成28年）  | 45                  | 21                  | 66                  | [ 利用客数 17 ]     |
| 2017年（平成29年）  | 41                  | 28                  | 69                  | [ 利用客数 18 ]     |
| 2018年（平成30年）  | 43                  | 26                  | 69                  | [ 利用客数 19 ]     |
| 2019年（令和元年）  | 38                  | 20                  | 58                  | [ 利用客数 20 ]     |
| 2020年（令和02年）  | 18                  | 19                  | 38                  | [ 利用客数 21 ]     |
| 2021年（令和03年）  | 13                  | 19                  | 33                  | [ 利用客数 22 ]     |
| 2022年（令和04年）  | 12                  | 16                  | 29                  | [ 利用客数 23 ]     |

## 駅周辺
- 鰺ケ沢警察署 深浦交番
- つがるにしきた農業協同組合 深浦支店
- 津軽深浦 北前船の館
- 深浦医院
- 深浦港
- 深浦消防署
- 深浦町立深浦中学校
- 深浦町役場
- 深浦町歴史民俗資料館
- 深浦郵便局
- ふれあいプラザ恵比須
- 弘南バス「深浦駅前」停留所

## 隣の駅
東日本旅客鉄道（JR東日本）
■五能線
- 臨時快速「リゾートしらかみ」停車駅

□快速
ウェスパ椿山駅 ← 深浦駅 ← 千畳敷駅
■普通
横磯駅 - 深浦駅 - 広戸駅

### 記事本文

#### 報道発表資料
1. ↑  「Suicaエリア外もチケットレスで! 東北エリアから「えきねっとQチケ」がはじまります (PDF)」（プレスリリース）、東日本旅客鉄道、2024年7月11日。2024年8月13日閲覧。

#### 新聞記事
1. 1 2 3  「深浦駅3月無人化／JR「五能線維持のため」」『東奥日報』2023年12月15日。オリジナルの2023年12月15日時点におけるアーカイブ。2023年12月15日閲覧。
2. 1 2  「深浦駅（五能線）全焼」『交通新聞』交通協力会、1963年4月2日、3面。
3. ↑  「深浦町内のJR駅 全て無人化へ」『陸奥新報』2023年12月13日。2023年12月13日閲覧。

### 利用状況
1. ↑  「JR東日本：各駅の乗車人員（2000年度）」東日本旅客鉄道。2025年7月1日閲覧。
2. ↑  「JR東日本：各駅の乗車人員（2001年度）」東日本旅客鉄道。2025年7月1日閲覧。
3. ↑  「JR東日本：各駅の乗車人員（2002年度）」東日本旅客鉄道。2025年7月1日閲覧。
4. ↑  「JR東日本：各駅の乗車人員（2003年度）」東日本旅客鉄道。2025年7月1日閲覧。
5. ↑  「JR東日本：各駅の乗車人員（2004年度）」東日本旅客鉄道。2025年7月1日閲覧。
6. ↑  「JR東日本：各駅の乗車人員（2005年度）」東日本旅客鉄道。2025年7月1日閲覧。
7. ↑  「JR東日本：各駅の乗車人員（2006年度）」東日本旅客鉄道。2025年7月1日閲覧。
8. ↑  「JR東日本：各駅の乗車人員（2007年度）」東日本旅客鉄道。2025年7月1日閲覧。
9. ↑  「JR東日本：各駅の乗車人員（2008年度）」東日本旅客鉄道。2025年7月1日閲覧。
10. ↑  「JR東日本：各駅の乗車人員（2009年度）」東日本旅客鉄道。2025年7月1日閲覧。
11. ↑  「JR東日本：各駅の乗車人員（2010年度）」東日本旅客鉄道。2025年7月1日閲覧。
12. ↑  「JR東日本：各駅の乗車人員（2011年度）」東日本旅客鉄道。2025年7月1日閲覧。
13. ↑  「JR東日本：各駅の乗車人員（2012年度）」東日本旅客鉄道。2025年7月1日閲覧。
14. ↑  「各駅の乗車人員 2013年度 ベスト100以外（9）：JR東日本」東日本旅客鉄道。2025年7月1日閲覧。
15. ↑  「各駅の乗車人員 2014年度 ベスト100以外（9）：JR東日本」東日本旅客鉄道。2025年7月1日閲覧。
16. ↑  「各駅の乗車人員 2015年度 ベスト100以外（9）：JR東日本」東日本旅客鉄道。2025年7月1日閲覧。
17. ↑  「各駅の乗車人員 2016年度 ベスト100以外（9）：JR東日本」東日本旅客鉄道。2025年7月1日閲覧。
18. ↑  「各駅の乗車人員 2017年度 ベスト100以外（9）：JR東日本」東日本旅客鉄道。2025年7月1日閲覧。
19. ↑  「各駅の乗車人員 2018年度 ベスト100以外（8）：JR東日本」東日本旅客鉄道。2025年7月1日閲覧。
20. ↑  「各駅の乗車人員 2019年度 ベスト100以外（8）：JR東日本」東日本旅客鉄道。2025年7月1日閲覧。
21. ↑  「各駅の乗車人員 2020年度 101位以下（8）| 企業サイト：JR東日本」東日本旅客鉄道。2025年7月1日閲覧。
22. ↑  「各駅の乗車人員 2021年度 101位以下（8）| 企業サイト：JR東日本」東日本旅客鉄道。2025年7月1日閲覧。
23. ↑  「各駅の乗車人員 2022年度 101位以下（8）| 企業サイト：JR東日本」東日本旅客鉄道。2025年7月1日閲覧。